# 道岔

道岔原理基本示意图

道岔（英語：Turnout）是一種帶有導軌的轉轍器和轍叉的軌道設置，通過道岔，鐵路機車車輛可以從一個軌道轉向另一個軌道。
軌道線路連接有各種類型的單式道岔和複式道岔。交叉有垂直交叉和菱形交叉，連接道岔與交叉的組合有渡線、交叉渡線和梯線等，這些設備在鐵路工程學中都稱為特殊軌道。
最常見的是單式道岔和複式道岔，它是允許軌道在同時交叉將一個軌道分為兩個和三個軌道的設備。
道岔的方向是指當車輛接近某個道岔或轉轍器，必須首先面對轉轍器的趾端稱為對向。即車輛先經過轉轍器再經過轍叉，相反的方向則稱為背向。

## 構造

### 轉轍器部分
轉轍器部分包括基本軌、尖軌、岔枕、滑板及轉轍裝置，是主要控制列车在道岔上通行方向的活動部件。
其轉轍裝置常見的有人工扳道器（台鐵稱轉轍閘柄）及電動轉轍機。
人工扳道器也稱道岔握柄，有分立式和臥式，常見的立式有轉轍標誌閘柄（標識付轉換機）和電鎖轉轍閘柄（電鎖付轉轍挺子），常見的臥式為重錘轉轍閘柄（錘付轉換機）。

### 轍叉部分

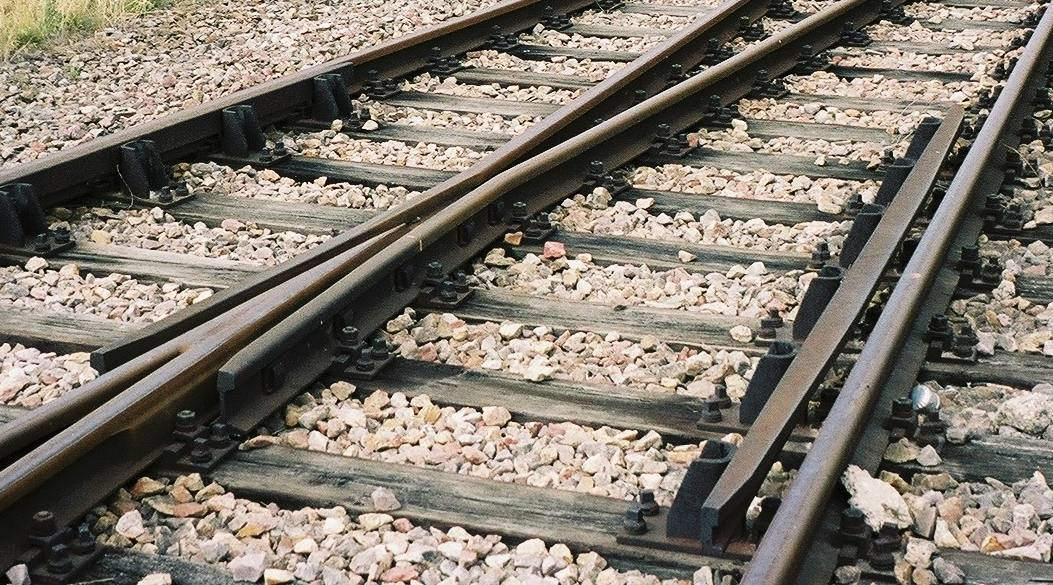
岔心和两侧的护轨

轍叉部分包括岔心、翼軌及護軌。設置於定位與反位交叉處的軌道布置，輪緣槽可使車輛行於一股道順利通過至另外一股道。
由于道岔岔心处留有“有害空间”，危害行车安全，故在与岔心对应的外侧轨道需要安装护轨以保证列车行驶方向。

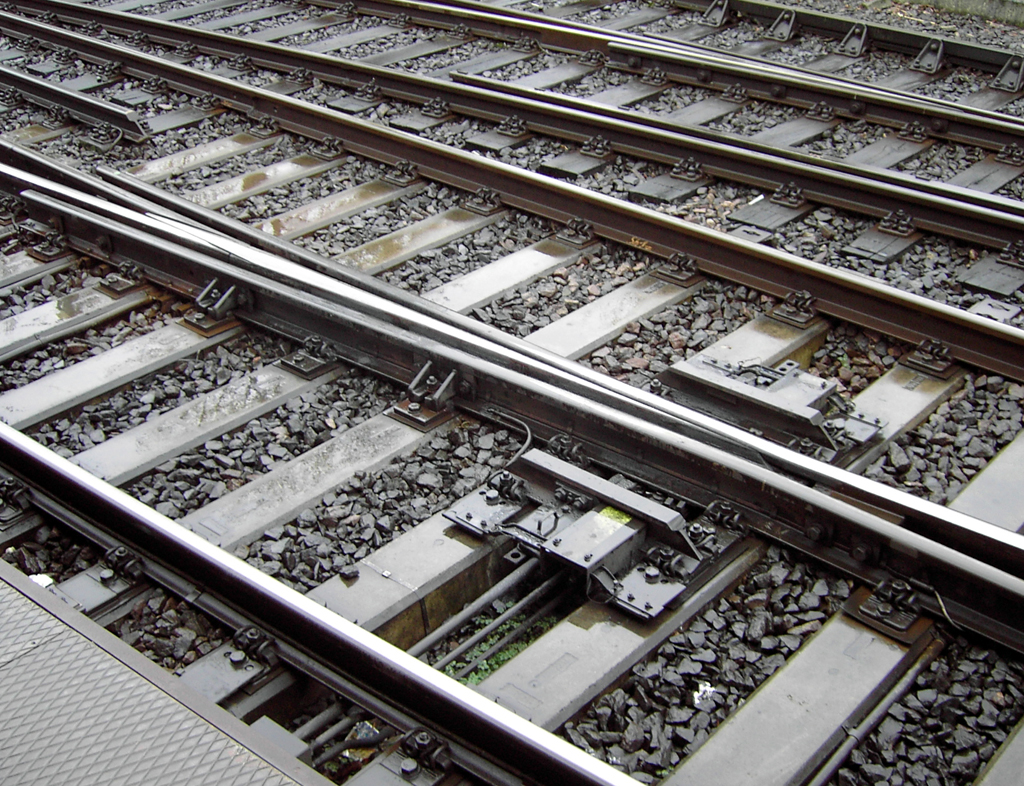
可动心道岔

根据岔心的种类可将道岔分为固定心軌道岔和可动心軌道岔。前者岔心处四条钢轨用铆钉被固定在枕木上，后者岔心根据行驶方向小幅移动岔心以消除某一方向的“有害空间”。在高速铁路中，可动心軌道岔被大量使用以保证列车以较高速度安全地通过道岔。

### 連接部分
連接部分主要由四根稱為導軌或合攏軌構成，材質及形狀皆與一般軌條相同。包括內、外直線導軌、內、外曲線導軌。

## 常见道岔的种类

### 单开道岔
单开道岔(single turnout)由转辙器、轍叉、护轨及连接部分和岔枕组成。转辙器是用来引导机车车辆由主线转向侧线或由侧线转向主线的转向设备；轍叉及护轨是使机车车辆的车轮由一股钢轨越过另一股钢轨的过渡设备。
转辙器部分和轍叉部分由连接部分機械连接。转辙器由一对尖轨、一对基本轨、扳道器或電動转辙機(動力裝置)及一些连接桿件所组成。人工转辙装置也称扳道器，由闸柄座及轉轍器標誌、拉杆、拐杆等组成，用来操作尖轨的左右摆动，以改变道岔的开通方向。
轍叉设置于道岔侧线钢轨与主线钢轨的相交处，护轨设于轍叉的两侧。辙叉部分由翼轨和岔心(轍叉心)组成，翼轨是岔心旁边两根弯折的钢轨，是车轮进出岔心的过渡装置。岔心两工作边(長、短心軌)的交角，称之为辙叉角，辙叉角的余切值称之为辙叉号(也稱道岔號)。
连接部分的作用是機械连接转辙器和辙叉，他有直股和曲股两部分，直股和普通直线线路一样，曲股一般为圆曲线，也叫导曲线。
單開道岔被指定為右開道岔或左開道岔，這取決於它將通行轉向右側還是左側。
單開道岔的直線或主要方向的軌道稱為主線，從主線分叉出來的軌道稱為側線。

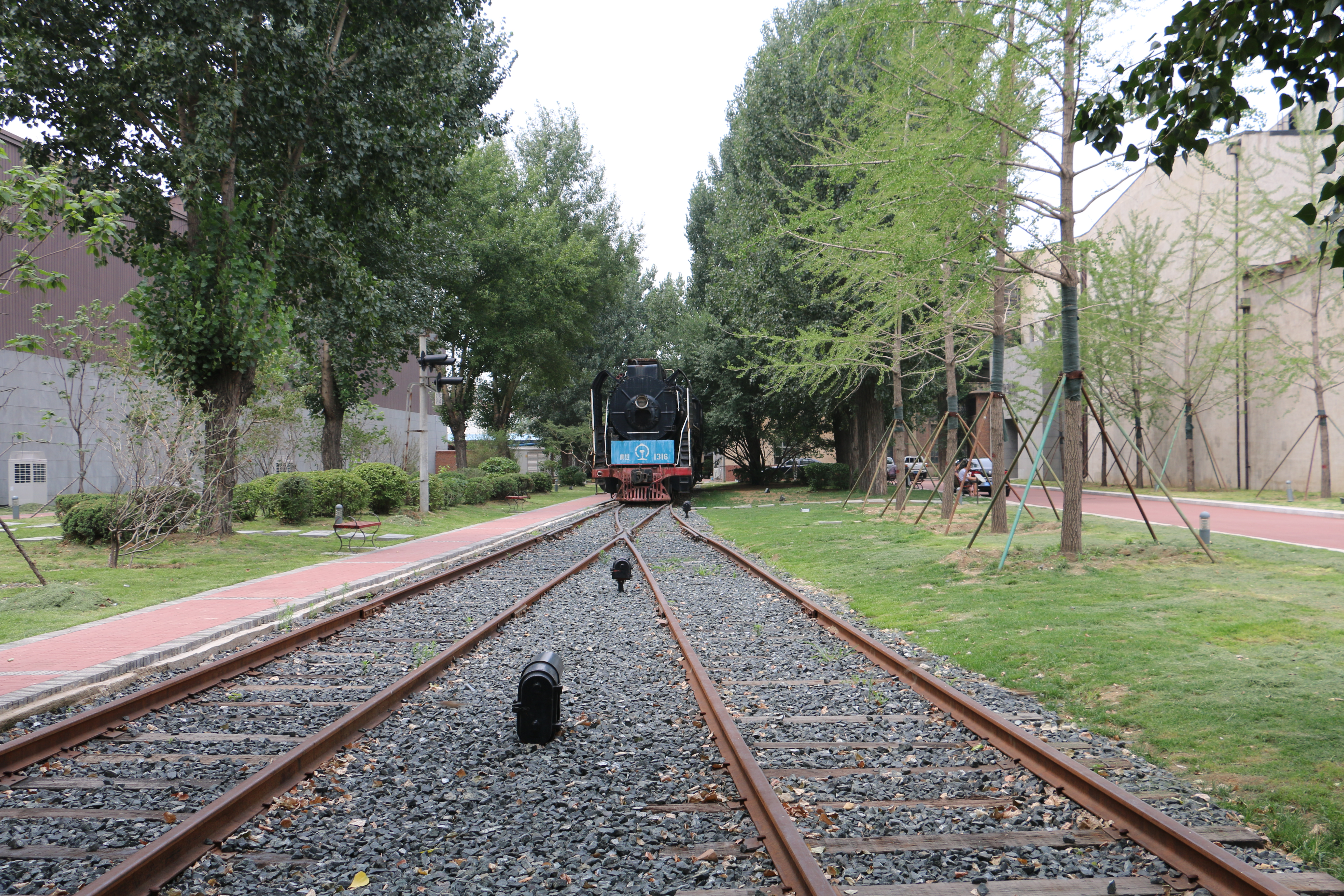
中国工业博物馆内的道岔

### 对称道岔／双开道岔
双开道岔（equilateral turnout）的组成和单开道岔基本相同，也是通向两个方向的道岔；其与单开道岔的区别在于，双开道岔的前进方向是一左一右，成“人”字形，而单开道岔的前进方向为一直一侧，成“卜”字形。

### 三开道岔
三开道岔（three-way turnout）是从一个方向的道岔可以通往三个方向去的道岔，主要是由直线钢轨、两股曲线钢轨、两对尖轨、三副辙叉组成，中间辙叉的心轨理论尖端在中线上。通常在编组站、货场、机务段内铺设。 三开道岔如同Ψ形。当地形条件限制，不可能有足够的长度来排列两组单开道岔时，才采用三开道岔。

### 交分道岔
分为单式交分道岔（single slip switch）和复式交分道岔（double slip switch）两种。用于不止一条线的相互交叉。

## 提速道岔
提速道岔和非提速道岔的区别在于锁闭的装置以及方式上面。非提速道岔采用的是在转辙机内部进行的锁闭所以一般采取的是内闭锁的方式；而提速道岔，根据中华人民共和国目前的相关规定，在时速为120公里及其以上的区段要采用外锁闭方式的提速道岔。

## 道岔的号数
在中国大陆道岔的号数等于岔心角度的余切值。台灣的計算方法則是以岔心角中心線長度除以底寬，取三角的底為一單位，其高與底的比值即為道岔號數；其公式為N=0.5cot(f/2)。因此道岔的号数越大，辙叉角的度数就越小，长度也越长，故列车侧向通过的最高速度限制也越大。在中国大陆常见的道岔有7号、9号、12号、18号、24号。武广客运专线上的一些车站使用了42号和50号道岔，后者的侧向通过速度限制达到了220km/h。